# Naruto: Uzumaki Chronicles
Naruto: Uzumaki Chronicles est un jeu vidéo de type beat them all développé par Racjin et édité par Namco Bandai Games, sorti en 2005 sur PlayStation 2.

## Accueil
- IGN : 6,8/10[1]
- Gamekult : 5/10[2]
- Jeuxvideo.com : 12/20[3]